# Daniel Ruiz Rivera
Daniel Felipe Ruiz Rivera (Bogotà, 30 luglio 2001) è un calciatore colombiano, centrocampista del CSKA Mosca, in prestito dal Millonarios.

## Carriera

### Club
Cresciuto nel settore giovanile di Deportivo Dinhos e Deportivo Cali, nel 2018 viene acquistato dal Fortaleza C.E.I.F. con cui inizia la sua carriera professionistica nella seconda divisione colombiana.
Il 30 dicembre 2020 viene tesserato dai Millonarios che lo acquistano in prestito per una stagione con opzione di riscatto; debutta in Categoría Primera A il 16 gennaio 2021 nel match vinto 1-0 contro l'Envigado. Dopo una stagione da protagonista con 4 reti ed 8 assist in 45 incontri fra campionato e coppa nazionale viene acquistato a titolo definitivo dal club biancoblù.

### Nazionale
Nel 2023 ha esordito nella nazionale colombiana.

## Statistiche
Statistiche aggiornate al 10 ottobre 2023.

### Presenze e reti nei club
| Stagione        | Squadra            | Campionato      | Campionato | Campionato | Coppe nazionali | Coppe nazionali | Coppe nazionali | Coppe continentali | Coppe continentali | Coppe continentali | Altre coppe | Altre coppe | Altre coppe | Totale | Totale | Totale |
| Stagione        | Squadra            | Comp            | Pres       | Reti       | Comp            | Pres            | Reti            | Comp               | Pres               | Reti               | Comp        | Pres        | Reti        | Pres   | Reti   |        |
| --------------- | ------------------ | --------------- | ---------- | ---------- | --------------- | --------------- | --------------- | ------------------ | ------------------ | ------------------ | ----------- | ----------- | ----------- | ------ | ------ | ------ |
| 2018            | Fortaleza C.E.I.F. | B               | 1          | 0          | CC              | 0               | 0               |                    | -                  | -                  |             | -           | -           | 1      | 0      |        |
| 2019            | Fortaleza C.E.I.F. | B               | 6          | 0          | CC              | 4               | 0               |                    | -                  | -                  |             | -           | -           | 10     | 0      |        |
| 2020            | Fortaleza C.E.I.F. | B               | 12         | 1          | CC              | 4               | 0               |                    | -                  | -                  |             | -           | -           | 16     | 1      |        |
| 2021            | Millonarios        | A               | 44         | 4          | CC              | 1               | 0               |                    | -                  | -                  |             | -           | -           | 45     | 4      |        |
| 2022            | Millonarios        | A               | 48         | 7          | CC              | 7               | 2               | CL                 | 2                  | 0                  |             | -           | -           | 57     | 9      |        |
| 2023            | Santos             | A1/SP+A         | 3+9        | 0          | CB              | 3               | 0               | CS                 | 4                  | 0                  |             | -           | -           | 19     | 0      |        |
| 2023            | Millonarios        | A               | 9          | 1          | CC              | 3               | 0               |                    | -                  | -                  |             | -           | -           | 12     | 1      |        |
| Totale carriera | Totale carriera    | Totale carriera | 132        | 13         |                 | 22              | 2               |                    | 6                  | 0                  |             | -           | -           | 160    | 15     |        |

### Cronologia presenze e reti in nazionale
| Cronologia completa delle presenze e delle reti in nazionale ― Colombia | Cronologia completa delle presenze e delle reti in nazionale ― Colombia | Cronologia completa delle presenze e delle reti in nazionale ― Colombia | Cronologia completa delle presenze e delle reti in nazionale ― Colombia | Cronologia completa delle presenze e delle reti in nazionale ― Colombia | Cronologia completa delle presenze e delle reti in nazionale ― Colombia | Cronologia completa delle presenze e delle reti in nazionale ― Colombia | Cronologia completa delle presenze e delle reti in nazionale ― Colombia |
| Data                                                                    | Città                                                                   | In casa                                                                 | Risultato                                                               | Ospiti                                                                  | Competizione                                                            | Reti                                                                    | Note                                                                    |
| ----------------------------------------------------------------------- | ----------------------------------------------------------------------- | ----------------------------------------------------------------------- | ----------------------------------------------------------------------- | ----------------------------------------------------------------------- | ----------------------------------------------------------------------- | ----------------------------------------------------------------------- | ----------------------------------------------------------------------- |
| 29-1-2023                                                               | Carson                                                                  | Stati Uniti                                                             | 0 – 0                                                                   | Colombia                                                                | Amichevole                                                              | -                                                                       | 68’                                                                     |
| 11-12-2023                                                              | Fort Lauderdale                                                         | Colombia                                                                | 1 – 0                                                                   | Venezuela                                                               | Amichevole                                                              | -                                                                       | 80’                                                                     |
| 16-12-2023                                                              | Los Angeles                                                             | Messico                                                                 | 2 – 3                                                                   | Colombia                                                                | Amichevole                                                              | -                                                                       | 62’                                                                     |
| Totale                                                                  |                                                                         | Presenze                                                                | 3                                                                       |                                                                         | Reti                                                                    | 0                                                                       |                                                                         |